# Sarsia conica
Sarsia conica är en nässeldjursart som först beskrevs av Ernst Haeckel 1880.  Sarsia conica ingår i släktet Sarsia och familjen Corynidae.
Artens utbredningsområde är Indiska oceanen. Inga underarter finns listade i Catalogue of Life.